# Kolárovo

Kolárovo (Jusqu'en 1948 : Guta, allemand : Altdala, hongrois : Gúta) est une ville de Slovaquie située dans la région de Nitra.

## Histoire
Première mention écrite de la ville en 1268.

## Démographie

### Évolution de la population
| Année:               | 1994.  | 2004.   | 2014.   | 2024.   |
| -------------------- | ------ | ------- | ------- | ------- |
| Nombre de personnes: | 11 028 | 10 756  | 10 632  | 10 404  |
| Différence:          |        | -2,46 % | -1,15 % | -2,14 % |

| Année:               | 2023.  | 2024.   |
| -------------------- | ------ | ------- |
| Nombre de personnes: | 10 428 | 10 404  |
| Différence:          |        | -0,23 % |

## Quartiers
La ville se compose de six quartiers:
- Částa
- Kolárovo
- Kráľka
- Pačérok
- Veľká Gúta
- Veľký Ostrov

## Composition ethnique
Selon le recensement de 2001
- Hongrois : 8 742 (80,8 %)
- Slovaques: 1 890 (17,5 %)
- Roms : 71 (0,7 %)
- Tchèques : 55 (0,5 %)
- Ukrainiens : 3 (0,0 %)
- Autres : 62 (0,6 %)

## Villes jumelées
- Kisbér (Hongrie)
- Mezőberény (Hongrie)